# Constantine C. Esty

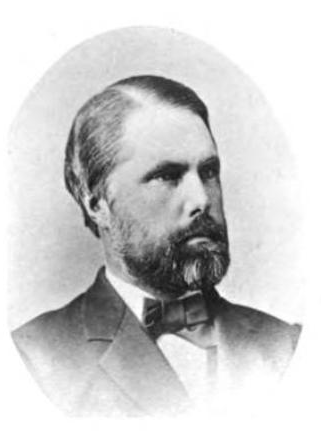
Constantine C. Esty

Constantine Canaris Esty (* 26. Dezember 1824 in Framingham, Massachusetts; † 27. Dezember 1912 ebenda) war ein US-amerikanischer Politiker. In den Jahren 1872 und 1873 vertrat er den Bundesstaat Massachusetts im US-Repräsentantenhaus.

## Leben
Constantine Esty besuchte die öffentlichen Schulen seiner Heimat und danach bis 1845 das Yale College. Nach einem anschließenden Jurastudium und seiner 1847 erfolgten Zulassung als Rechtsanwalt begann er in Framingham in diesem Beruf zu arbeiten. Später schlug er als Mitglied der 1854 gegründeten Republikanischen Partei eine politische Laufbahn ein. Zwischen 1857 und 1858 saß er im Senat von Massachusetts; im Jahr 1867 war er Abgeordneter im Repräsentantenhaus dieses Staates. Von 1862 bis 1866 sowie nochmals zwischen 1867 und 1872 arbeitete er für die Bundessteuerbehörde.
Nach dem Rücktritt des Abgeordneten George M. Brooks wurde Esty bei der fälligen Nachwahl für den siebten Sitz von Massachusetts als dessen Nachfolger in das US-Repräsentantenhaus in Washington, D.C. gewählt, wo er am 2. Dezember 1872 sein neues Mandat antrat. Da er bei den regulären Kongresswahlen des Jahres 1872 nicht mehr kandidierte, konnte er bis zum 3. März 1873 nur die laufende Legislaturperiode im Kongress beenden. Nach dem Ende seiner Zeit im US-Repräsentantenhaus praktizierte Constantine Esty wieder als Anwalt. Er starb am 27. Dezember 1912 in seiner Heimatstadt Framingham.